# ابردین گاردنز (واشینگتن)
ابردین گاردنز، واشینگتن (به انگلیسی: Aberdeen Gardens, Washington) در ایالات متحده آمریکا با جمعیت ۲۷۹ نفر است که در ایالت واشینگتن واقع شده‌است.